# CD Badajoz
CD Badajoz is een Spaanse voetbalclub uit Badajoz in de regio Extremadura. De club werd opgericht in 1905 en hield op met bestaan in 2012. Nog hetzelfde jaar werd een nieuwe ploeg met dezelfde naam.  Beide teams hadden als thuisstadion het Estadio Nuevo Vivero, dat 15.200 plaatsen heeft.

## Geschiedenis 1905-2012
CD Badajoz ontstond in 1905 uit een fusie van de clubs Racing en Sport. Vanaf de jaren negentig speelde de club gedurende elf seizoenen in de Segunda División A, het tweede Spaanse niveau. In 2003 degradeerde CD Badajoz naar de Segunda División B. In 2006 werd de club bijna opgeheven vanwege financiële problemen, maar CD Badajoz werd gered door de president van AD Cerro de Reyes Badajoz Atlético. Deze club nam de plaats van CD Badajoz in de Segunda B over, waarna CD Badajoz in de Tercera División ging spelen. In totaal speelde de club in de geschiedenis twintig seizoenen in de Segunda División, zestien seizoenen in de Segunda B en 29 seizoenen in de Tercera División.

### Bekende spelers
- Pedro Munitis
- Silvino Soares

## Geschiedenis sinds 2012
Nog hetzelfde jaar werd een ploeg opgericht met dezelfde naam.
| Seizoen | Competitie            | Positie     | Resultaat                               | Beker deelname |
| ------- | --------------------- | ----------- | --------------------------------------- | -------------- |
| 2012/13 | Eerste Regionale      | Kampioen    | Promotie                                |                |
| 2013/14 | Preferente            | Kampioen    | Promotie                                |                |
| 2014/15 | Tercera División      | 4de plaats  | Uitgeschakeld play off, behoud          |                |
| 2015/16 | Tercera División      | 2de plaats  | Uitgeschakeld play off, behoud          |                |
| 2016/17 | Tercera División      | 2de plaats  | Promotie na play off                    |                |
| 2017/18 | Segunda División B    | 12de plaats | Behoud                                  |                |
| 2018/19 | Segunda División B    | 4de plaats  | Uitgeschakeld 1° ronde play off, behoud |                |
| 2019/20 | Segunda División B    | 3de plaats  | Uitgeschakeld 2° ronde play off, behoud | 1/8 Finale     |
| 2020/21 | Segunda División B    | Kampioen    | Uitgeschakeld 2° ronde play off, behoud | 1/64 Finale    |
| 2021/22 | Primera División RFEF | 9de plaats  | Behoud                                  |                |
| 2022/23 | Primera Federación    | 16de plaats | Degradatie                              |                |
| 2023/24 | Segunda Federación    | 16de plaats | Degradatie                              |                |
| 2024/25 | Tercera Federación    | 5de plaats  |                                         |                |

Sinds het seizoen 2017-2018 speelt de ploeg op het derde niveau van het Spaanse voetbal.  Het beste resultaat werd tijdens het seizoen 2018-2019 behaald met een vierde plaats in de eindrangschikking.  Dit gaf toegang tot de eindronde.  Daarin bleek UD Logroñés te sterk zijn.  De thuiswedstrijd ging verloren met 0-1, waarna op verplaatsing een 3-3 gelijkspel behaald werd.